# St. Mary's Loch
St. Mary's Loch (Skt. Marias Sø, idet det gæliske loch = "sø") er den største, naturlige sø i den østlige del af det skotske grænseland mod England. Den ligger op ad hovedvej A708 mellem Selkirk og Moffat, ca. 72 km syd for Edinburgh. Den er 5 km lang og 1 km bred, og den blev dannet af isen under den seneste istid. Søen har tilstrømning fra floden Megget Water, der kommer fra Megget Reservoir, og som munder ud i Yarrow Water, der flyder østpå fra søen, så den forenes med Ettrick Water oven for Selkirk.
Søen er opkaldt efter en kirke, indviet til Skt. Maria, der engang lå ved søens nordlige bred, selv om man kun kan finde kirkegården i dag. Et lokalt sagn siger, at søen er bundløs, og den hævdes at være den koldeste sø i Skotland. Umiddelbart oven for St. Mary's Loch ligger den mindre sø, Lowes Loch, og mellem dem finder man "Tibbie Shiel's Inn", en kro beregnet for det 18. århundredes rejsende med dagvogn. Den lille landsby Cappercleuch ligger ved søens nordvestlige hjørne.

## Eksternt link
- Geograph.org: Cappercleuch and Capperlaw med et billede af naturen ved St. Mary's Loch.

55°29′29″N 3°11′15″V / 55.49139°N 3.18750°V